# Vu Lej
Vu Lej (Wu Lei) (egyszerűsített kínai írással: 武磊; Nanking (Nanjing), 1991. november 19. –) kínai labdarúgó, a kínai Shanghai Port középpályása. Már 14 évesen és 287 naposan pályára lépett egy profi kínai meccsen, nála fiatalabban senkinek sem sikerült ez.

## Pályafutása

### Klubcsapatokban

#### Kezdetek
Nanking városában született, már korán megszerette a labdarúgást. Gyerekkorában a Csiangszu Szuning akadémiája elutasította, mert túl kicsi volt, ezért 2003-ban Sanghajba utazott a Li Hongbingtól szerzett ajánlólevelével, hogy jelentkezzen a Genbao labdarúgó akadémiára. Hszü Génbáo, a Genbao labdarúgóbázis alapítója és tulajdonosa személyesen megnézte Vu első edzését, majd ezután úgy döntött, hogy leigazolja. 2005-ben Vu csapattársaival közösen csatlakozott a Hszü Génbáo által alapított Shanghai East Asia csapatához.

#### Shanghai SIPG
Az akkor még harmadosztályban szereplő Shanghai SIPG csapatában kezdte labdarúgó pályafutását. 2006. szeptember 2-án debütált a klub színeiben a Jünnan Licsiang Dongba elleni 5–3-as vereség alkalmával, és ezzel ő lett a valaha volt legfiatalabb játékos, aki 14 évesen és 287 naposan felnőtt kínai labdarúgásban pályára lépett. 2007-ben bajnok lett csapatával a kínai harmadosztályban, ezáltal feljutottak a másodosztályba. Első gólját 2008. augusztus 30-án szerezte a klub színeiben a Csingtao Hailifeng ellen 2–0-ra megnyert mérkőzésen. Ezzel 16 évesen és 289 naposan a kínai labdarúgás második legfiatalabb gólszerzője lett, mindössze 47 nappal lemaradva Cao Jünding rekordjától.
2013. március 8-án góllal debütált a Kínai Szuperligában, a Beijing Guoan elleni 4–1-es idegenbeli vereség alkalmával. 2013. június 2-án, a Sanghaj Sencsin elleni 6–1-es győzelem alkalmával három gólt lőtt, ezzel ő lett a második legfiatalabb játékos, aki mesterhármast szerzett az első osztályban. 2013. augusztus 18-án, a Tiencsin Teda elleni 3–2-es győzelem alkalmával megszerezte szezonbeli második mesterhármasát. 2013. szeptember 27-én ismét mesterhármast szerzett, a Csingtao Jonoon elleni 6–1-es győzelem alkalmával. Több, mint két évvel később, 2016. július 31-én ismét mesterhármast szerzett a Kuangcsou City elleni 3–3-as döntetlennel végződő bajnoki mérkőzésen. 2018. március 18-án négy gólt szerzett a Kuangcsou City elleni 5–2-es győzelem alkalmával, ezzel Lij Csindzsu után ő lett a második kínai labdarúgó, aki négy gólt szerzett egy bajnoki mérkőzésen.
2018. augusztus 11-én a Sanghaj Senhua elleni 2–0-s hazai győzelem alkalmával megszerezte 89. gólját a Kínai Szuperligában, ezzel a bajnokság góllövőrekordere lett, megdöntve Han Peng korábbi 88 gólos rekordját. 2018-ban csapatával megnyerte a Kínai Szuperligát, és 27 góllal gólkirály lett, ezzel ő lett az első kínai labdarúgó, aki Lij Csindzsu után először elnyerte ezt a címet. Az idény végén a Kínai labdarúgó-szövetségnél az év labdarúgójának választották, ezzel ő lett az első kínai labdarúgó 2007 után, aki elnyerte ezt a díjat.

#### RCD Espanyol
2019. január 28-án a La Ligában szereplő RCD Espanyolhoz igazolt 2 millió euróért, és hároméves szerződést írt alá új csapatával, amely tartalmazott további egy évre szóló opciót is. 2019. február 3-án debütált a klub színeiben, csereként állt be Dídac Vilà helyére a 77. percben a Villarreal elleni 2–2-es döntetlen alkalmával. Debütálását több mint 40 millióan nézték Kínában. Csang Cseng-tung után ő lett a második kínai labdarúgó, aki a La Ligában játszott. 2019. február 9-én csereként beállva büntetőt harcolt ki a Rayo Vallecano ellen 2–1-re megnyert mérkőzésen. 2019. február 17-én a Valencia CF elleni mérkőzésen ő lett az első kínai labdarúgó, aki La Liga mérkőzésen a kezdőbe volt nevezve. 2019. március 2-án a Real Valladolid ellen 3–1-re megnyert mérkőzésen szerezte első gólját a klub színeiben, ezzel ő lett az első kínai labdarúgó, aki gólt szerzett a spanyol élvonalban. 2019. április 24-én megszerezte második gólját a Celta Vigo elleni 1–1-es döntetlen alkalmával. 2019. május 18-án harmadik gólját szerezte a klub színeiben a Real Sociedad ellen 2–0-ra megnyert mérkőzésen, amellyel bebizonyosodott, hogy az Espanyol kvalifikálja magát az Európa-liga 2019–20-as kiírásába.
2019. július 25-én debütált az Európa-liga selejtezőkörében a Stjarnan elleni 4–0-s győzelem alkalmával. Egy hónappal később megszerezte első gólját az Európa-ligában a Luzern elleni 3–0-s győzelem alkalmával. A harmadik percben szerzett fejesgólja volt a leggyorsabb gól a klub történetében az európai kupasorozatokat tekintve, és 2013 óta ez volt az első gól, amelyet kínai labdarúgó szerzett európai kontinensviadalon. 2019. október 3-án gólt szerzett a CSZKA Moszkva elleni 2–0-s győzelem alkalmával, ezzel ő lett az első kínai labdarúgó, aki gólt szerzett egy európai kontinenstornán. 2020. január 4-én ő lett az első kínai játékos, aki gólt szerzett a Barcelona elleni derbin, a mérkőzés pedig 2–2-es döntetlennel ért véget. A klub a 2019–20-as szezon végén kiesett az élvonalból, ezért a következő idényt a másodosztályban töltötték, amit meg is nyertek. 2021. augusztus 15-én 100. alkalommal lépett pályára a klub színeiben a CA Osasuna elleni idegenbeli 0–0-s döntetlen alkalmával.

#### Visszatérés a Shanghai Port csapatába
2022. augusztus 11-én visszatért a Shanghai Porthoz, amellyel 2027-ig szóló szerződést írt alá. 2022. szeptember 20-án másodszor debütált a Shanghai Portban a Henan Songshan Longmen elleni 2–1-es győzelem alkalmával. 2022. szeptember 29-én szerezte első góljait visszatérése óta a Csengdu Rongcseng ellen 3–0-ra megnyert mérkőzésen. 2022. október 24-én mesterhármast szerzett a Meizsou Hakka elleni 7–0-s győzelem alkalmával.
2023. október 29-én a közvetlen rivális Santung Lüneng Tajsan elleni 1–1-el végződő mérkőzés után hivatalosan is bajnok lett csapatával. 2023. november 4-én csereként beállva kétszer is betalált a Talien Jifang ellen 3–2-re megnyert idegenbeli mérkőzésen, amely az ellenfél kiesését jelentette; a mérkőzésen szerzett második gólja volt a 200. a klub színeiben és egyben a 131. a kínai Szuperligában, amivel egykori csapattársával, Elkesonnal együtt a kínai élvonal történetének legjobb góllövője lett.

### A válogatottban

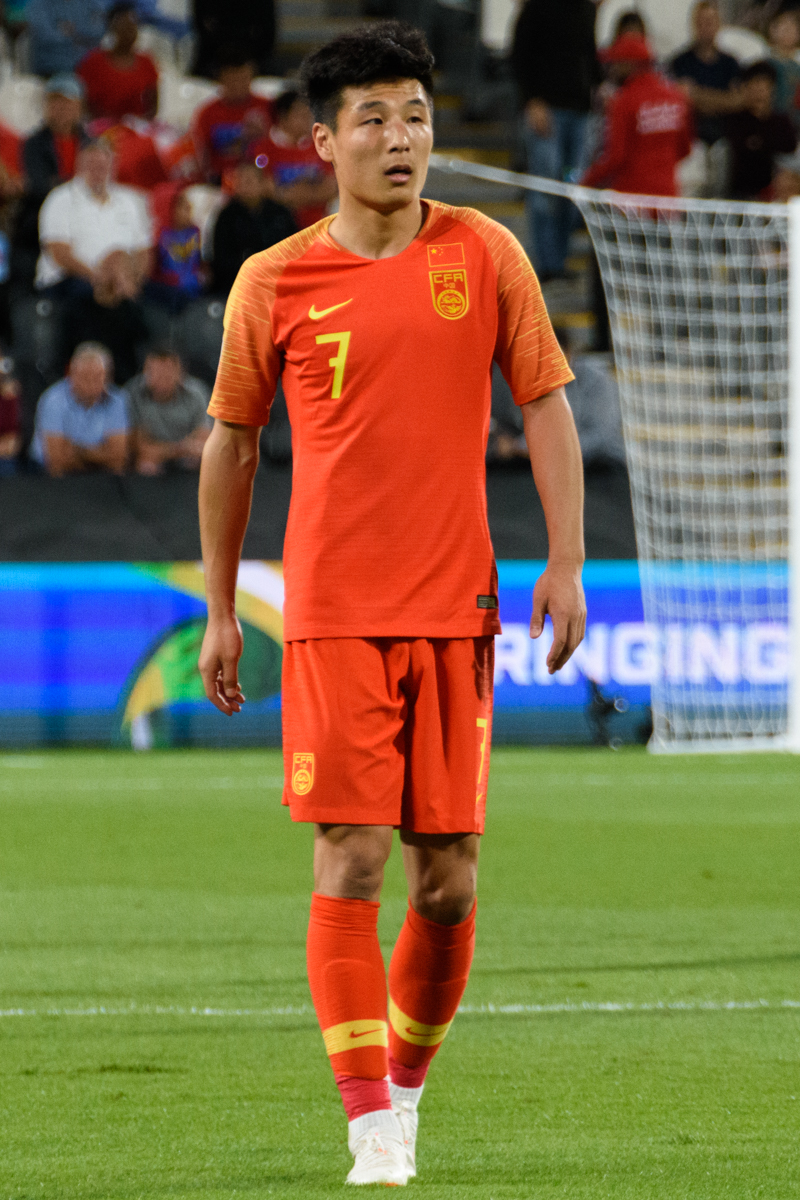
Vu Lej a kínai válogatott színeiben, 2019-ben

2009-ben beválogatták a kínai U20-as válogatottba, és öt mérkőzésen kilenc gólt szerzett a 2010-es AFC U19-es világbajnokság selejtezői során. Kiemelkedő teljesítménye miatt meghívót kapott a kínai felnőtt válogatottba, a 2010-es kelet-ázsiai labdarúgó-bajnokságra. Végül 2010. február 14-én debütált a Hongkong ellen 2–0-ra megnyert barátságos mérkőzésen.
Néhány hónappal később az U20-as válogatottban lépett pályára a 2010-es AFC U-19-es tornán. Összesen négy mérkőzésen játszott és két gólt szerzett, Kína pedig a negyeddöntőig jutott a torna során. Első gólját 2013. július 28-án szerezte a felnőtt válogatottban a 2013-as EAFF Kelet-ázsiai labdarúgó-bajnokságon, az Ausztrália ellen 4–3-ra megnyert mérkőzésen.
2019. január 11-én duplázott a Fülöp-szigetek ellen 3–0-ra megnyert mérkőzésen a 2019-es Ázsia-kupa csoportkörében. 2021. október 8-án ismét duplázott a Vietnám elleni 3–2-es győzelem alkalmával a 2022-es világbajnokság selejtezőjében.
Válogatott meghívót kapott a 2023-as katarban rendezett Ázsia-kupára.

## Játékstílusa
Sokoldalú játékosnak jellemezték, aki bárhol képes játszani a támadó szekcióban, emellett robbanékonyságáról is ismert, amelyet különösen az ellentámadásoknál tud kamatoztatni. Gólérzékenysége és labda nélküli mozgása miatt is sok dicséretet kapott. Bár játszott már klasszikus középcsatárként és kisegítő csatárként is, de gyakran játszik szélsőt is, és mindkét szélen bevethető.

## Magánélete
A Hui népcsoportba tartozik, vallását tekintve pedig muszlim. Úgy jellemezték, hogy fiatalkorában szégyenlősnek számított, és a labdarúgást a családi nehézségek leküzdése érdekében kezdte el. 2014-ben feleségül vette barátnőjét, Csung Csiabej-t (仲佳蓓), akitől két gyermeke született, egy lány és egy fiú.

## Statisztika

### Klubcsapatokban
| Klub             | Szezon           | Bajnokság           | Bajnokság | Bajnokság | Kupa  | Kupa  | Nemzetközi | Nemzetközi | Összes | Összes |
| Klub             | Szezon           | Liga                | Mérk.     | Gólok     | Mérk. | Gólok | Mérk.      | Gólok      | Mérk.  | Gólok  |
| ---------------- | ---------------- | ------------------- | --------- | --------- | ----- | ----- | ---------- | ---------- | ------ | ------ |
| Shanghai SIPG    | 2006             | Kínai harmadosztály |           |           | –     | –     | –          | –          |        |        |
| Shanghai SIPG    | 2007             | Kínai harmadosztály |           |           | –     | –     | –          | –          |        |        |
| Shanghai SIPG    | 2008             | Kínai másodosztály  | 24        | 4         | –     | –     | –          | –          | 24     | 4      |
| Shanghai SIPG    | 2009             | Kínai másodosztály  | 22        | 6         | –     | –     | –          | –          | 22     | 6      |
| Shanghai SIPG    | 2010             | Kínai másodosztály  | 23        | 10        | –     | –     | –          | –          | 23     | 10     |
| Shanghai SIPG    | 2011             | Kínai másodosztály  | 25        | 12        | 2     | 0     | –          | –          | 27     | 12     |
| Shanghai SIPG    | 2012             | Kínai másodosztály  | 30        | 17        | 0     | 0     | –          | –          | 30     | 17     |
| Shanghai SIPG    | 2013             | Kínai Szuperliga    | 27        | 15        | 0     | 0     | –          | –          | 27     | 15     |
| Shanghai SIPG    | 2014             | Kínai Szuperliga    | 28        | 12        | 0     | 0     | –          | –          | 28     | 12     |
| Shanghai SIPG    | 2015             | Kínai Szuperliga    | 30        | 14        | 3     | 2     | –          | –          | 33     | 16     |
| Shanghai SIPG    | 2016             | Kínai Szuperliga    | 30        | 14        | 2     | 1     | 10         | 7          | 42     | 22     |
| Shanghai SIPG    | 2017             | Kínai Szuperliga    | 28        | 20        | 6     | 1     | 13         | 5          | 47     | 26     |
| Shanghai SIPG    | 2018             | Kínai Szuperliga    | 29        | 27        | 4     | 1     | 8          | 1          | 41     | 29     |
| Shanghai SIPG    | Összesen         | Összesen            | 296       | 151       | 17    | 5     | 31         | 13         | 344    | 169    |
| RCD Espanyol     | 2018–19          | La Liga             | 16        | 3         | 0     | 0     | –          | –          | 16     | 3      |
| RCD Espanyol     | 2019–20          | La Liga             | 33        | 4         | 3     | 2     | 13         | 2          | 49     | 8      |
| RCD Espanyol     | 2020–21          | Segunda División    | 31        | 2         | 3     | 1     | –          | –          | 34     | 3      |
| RCD Espanyol     | 2021–22          | La Liga             | 23        | 1         | 4     | 1     | –          | –          | 27     | 2      |
| RCD Espanyol     | Összesen         | Összesen            | 103       | 10        | 10    | 4     | 13         | 2          | 126    | 16     |
| Shanghai Port    | 2022             | Kínai Szuperliga    | 12        | 11        | 4     | 2     | –          | –          | 16     | 13     |
| Shanghai Port    | 2023             | Kínai Szuperliga    | 30        | 18        | 1     | 0     | 1          | 0          | 32     | 18     |
| Shanghai Port    | 2024             | Kínai Szuperliga    | 1         | 2         | 1     | 0     | 1          | 0          | 2      | 2      |
| Shanghai Port    | Összesen         | Összesen            | 43        | 31        | 5     | 2     | 2          | 0          | 50     | 33     |
| Karrier összesen | Karrier összesen | Karrier összesen    | 442       | 192       | 32    | 11    | 46         | 15         | 520    | 218    |

Jegyzetek
1. ↑  Mérkőzése(i) a Kínai Kupában és a Spanyol Kupában
2. 1 2 3  Mérkőzése(i) az AFC-bajnokok ligájában
3. ↑  Mérkőzése(i) az Európa-ligában

### A válogatottban
2024. március 12-i állapot szerint.
| Kína     | Kína  | Kína  |
| Év       | Mérk. | Gólok |
| -------- | ----- | ----- |
| 2010     | 1     | 0     |
| 2013     | 10    | 2     |
| 2014     | 12    | 3     |
| 2015     | 12    | 3     |
| 2016     | 8     | 1     |
| 2017     | 8     | 1     |
| 2018     | 11    | 5     |
| 2019     | 8     | 5     |
| 2021     | 10    | 9     |
| 2022     | 2     | 0     |
| 2023     | 11    | 5     |
| 2024     | 4     | 0     |
| Összesen | 97    | 34    |

#### Góljai a kínai válogatottban
| #   | Dátum                | Ellenfél        | Eredmény | Kiírás                           | Esemény              |
| --- | -------------------- | --------------- | -------- | -------------------------------- | -------------------- |
| 1.  | 2013. július 28.     | Ausztrália      | 4 – 3    | Kelet-ázsiai labdarúgó-bajnokság | 88'                  |
| 2.  | 2013. november 15.   | Indonézia       | 1 – 0    | 2015-ös Ázsia-kupa-selejtező     | 46'                  |
| 3.  | 2014. szeptember 4.  | Kuvait          | 3 – 1    | Barátságos mérkőzés              | 90'                  |
| 4.  | 2014. október 14.    | Paraguay        | 2 – 1    | Barátságos mérkőzés              | 18' 78'              |
| 5.  | 2014. december 13.   | Kirgizisztán    | 4 – 0    | Barátságos mérkőzés              | 34' a szünetben      |
| 6.  | 2015. január 3.      | Omán            | 4 – 1    | Barátságos mérkőzés              | 65'                  |
| 7.  | 2015. június 16.     | Bhután          | 6 – 0    | Vb-selejtező                     | 55'                  |
| 8.  | 2015. augusztus 9.   | Japán           | 1 – 1    | Kelet-ázsiai labdarúgó-bajnokság | 10'                  |
| 9.  | 2016. március 29.    | Katar           | 2 – 0    | Vb-selejtező                     | 88'                  |
| 10. | 2017. szeptember 5.  | Katar           | 2 – 1    | Vb-selejtező                     | 56' 83'              |
| 11. | 2018. május 26.      | Mianmar         | 1 – 0    | Barátságos mérkőzés              | 41'                  |
| 12. | 2018. június 2.      | Thaiföld        | 2 – 0    | Barátságos mérkőzés              | 34' 74' 87'          |
| 13. | 2018. október 16.    | Szíria          | 2 – 0    | Barátságos mérkőzés              | 68' (11-esből)       |
| 14. | 2018. december 24.   | Irak            | 1 – 2    | Barátságos mérkőzés              | 44' (11-esből)       |
| 15. | 2019. január 11.     | Fülöp-szigetek  | 3 – 0    | Ázsia-kupa                       | 40' 66'              |
| 16. | 2019. szeptember 10. | Maldív-szigetek | 5 – 0    | Vb-selejtező                     | 45'                  |
| 17. | 2019. október 10.    | Guam            | 7 – 0    | Vb-selejtező                     | 17'                  |
| 18. | 2019. november 14.   | Szíria          | 1 – 2    | Vb-selejtező                     | 29'                  |
| 19. | 2021. május 30.      | Guam            | 7 – 0    | Vb-selejtező                     | 20' (11-esből) 55'   |
| 20. | 2021. június 7.      | Fülöp-szigetek  | 2 – 0    | Vb-selejtező                     | 56' (11-esből) 87'   |
| 21. | 2021. június 11.     | Maldív-szigetek | 5 – 0    | Vb-selejtező                     | 30' a szünetben      |
| 22. | 2021. június 15.     | Szíria          | 3 – 1    | Vb-selejtező                     | 69' (11-esből) 83'   |
| 23. | 2021. október 7.     | Vietnám         | 3 – 2    | Vb-selejtező                     | 75' 90+5'            |
| 24. | 2021. november 11.   | Omán            | 1 – 1    | Vb-selejtező                     | 21' 90+5'            |
| 25. | 2021. november 16.   | Ausztrália      | 1 – 1    | Vb-selejtező                     | 71' (11-esből) 90+3' |
| 26. | 2023. június 16.     | Mianmar         | 4 – 0    | Barátságos mérkőzés              | 75' 82'              |
| 27. | 2023. június 20.     | Palesztina      | 2 – 0    | Barátságos mérkőzés              | 33'                  |
| 28. | 2023. október 10.    | Vietnám         | 2 – 0    | Barátságos mérkőzés              | 90+8'                |
| 29. | 2023. november 16.   | Thaiföld        | 2 – 1    | Vb-selejtező                     | 29'                  |

## Sikerei, díjai

### Klubcsapatokban
Shanghai Port
- Kínai bajnok: 2018,[62] 2023
- Kínai másodosztály bajnok: 2012[63]
- Kínai harmadosztály bajnok: 2007[64]

 RCD Espanyol
- Spanyol másodosztály bajnok: 2020–21[65]

### A válogatottban
Kína
- Kelet-ázsiai labdarúgó-bajnokság aranyérmes: 2010[66]

### Egyéni
- Kínai labdarúgó-szövetség Az év játékosa: 2018, 2023
- AFC-bajnokok ligája All-Star csapat tagja: 2016, 2017
- Kínai Szuperliga gólkirály: 2018
- Kínai Szuperliga legtöbb gólt szerző kínai játékos: 2013, 2014, 2015, 2016, 2017, 2018
- Kínai Szuperliga Az év csapatának tagja: 2014, 2015, 2016, 2017, 2018, 2023
- Az év kínai labdarúgója: 2018, 2019, 2021, 2023
- Ázsia-kupa A torna csapatának tagja: 2019[67]
- IFFHS Az év AFC férfi csapatának tagja: 2020[68]
- IFFHS Az évtized AFC férfi csapatának tagja: 2011–2020[69]
- IFFHS Minden idők legjobb ázsiai férfi csapatának tagja: 2021[70]

## Fordítás
- Ez a szócikk részben vagy egészben  a   Wu Lei című angol Wikipédia-szócikk fordításán alapul.  Az eredeti cikk szerkesztőit annak laptörténete sorolja fel. Ez a jelzés csupán a megfogalmazás eredetét és a szerzői jogokat jelzi, nem szolgál a cikkben szereplő információk forrásmegjelöléseként.